# Sveti Filip i Jakov
Sveti Filip i Jakov är en ort i Kroatien.   Den ligger i länet Zadars län, i den södra delen av landet, 210 km söder om huvudstaden Zagreb. Sveti Filip i Jakov ligger 44 meter över havet och antalet invånare är 1 635.
Terrängen runt Sveti Filip i Jakov är varierad. Havet är nära Sveti Filip i Jakov åt sydväst. Runt Sveti Filip i Jakov är det mycket tätbefolkat, med 1 177 invånare per kvadratkilometer. Närmaste större samhälle är Biograd na Moru, 3,0 km sydost om Sveti Filip i Jakov. 